# Calhoun County (South Carolina)
Calhoun County ist ein County im Bundesstaat South Carolina der Vereinigten Staaten. Das U.S. Census Bureau hat bei der Volkszählung 2020 eine Einwohnerzahl von 14.119 ermittelt. Der Verwaltungssitz (County Seat) ist Saint Matthews.

## Geographie
Das County liegt nahe dem geographischen Zentrum von South Carolina und hat eine Fläche von 1016 Quadratkilometern, wovon 31 Quadratkilometer Wasserfläche sind. Es grenzt im Uhrzeigersinn an folgende Countys: Richland County, Sumter County, Clarendon County, Orangeburg County und Lexington County.

## Geschichte
Calhoun County wurde am 14. Februar 1908 gebildet. Benannt wurde es nach John C. Calhoun, dem siebten Vizepräsident der Vereinigten Staaten von 1825 bis 1832 unter den Präsidenten John Quincy Adams und Andrew Jackson und langjährigem Senator.
17 Bauwerke und Stätten des Countys sind im National Register of Historic Places (NRHP) eingetragen (Stand 26. Juli 2018).

## Demografische Daten
Nach der Volkszählung im Jahr 2000 lebten im Calhoun County 15.185 Menschen in 5.917 Haushalten und 4.272 Familien. Die Bevölkerungsdichte betrug 15 Einwohner pro Quadratkilometer. Ethnisch betrachtet setzte sich die Bevölkerung zusammen aus 50,03 Prozent Weißen, 48,69 Prozent Afroamerikanern, 0,19 Prozent amerikanischen Ureinwohnern, 0,14 Prozent Asiaten, 0,03 Prozent Bewohnern aus dem pazifischen Inselraum und 0,24 Prozent aus anderen ethnischen Gruppen; 0,69 Prozent stammten von zwei oder mehr Ethnien ab. 1,40 Prozent der Bevölkerung waren spanischer oder lateinamerikanischer Abstammung.
Von den 5.917 Haushalten hatten 30,2 Prozent Kinder unter 18 Jahre, die bei ihnen lebten. 52,0 Prozent waren verheiratete, zusammenlebende Paare, 15,8 Prozent waren allein erziehende Mütter, 27,8 Prozent waren keine Familien, 24,5 Prozent waren Singlehaushalte und in 9,6 Prozent lebten Menschen mit 65 Jahren oder darüber. Die Durchschnittshaushaltsgröße betrug 2,54 und die durchschnittliche Familiengröße betrug 3,03 Personen.
25,1 Prozent der Bevölkerung war unter 18 Jahre alt. 7,4 Prozent zwischen 18 und 24, 27,0 Prozent zwischen 25 und 44, 26,7 Prozent zwischen 45 und 64 und 13,8 Prozent waren 65 Jahre alt oder älter. Das Durchschnittsalter betrug 39 Jahre. Auf 100 weibliche Personen kamen 90,1 männliche Personen und auf 100 Frauen im Alter von 18 Jahren und darüber kamen 86,4 Männer.
Das jährliche Durchschnittseinkommen eines Haushalts betrug 32.736 USD, das Durchschnittseinkommen einer Familie betrug 39.823 USD. Männer hatten ein Durchschnittseinkommen von 31.431 USD, Frauen 22.267 USD. Das Prokopfeinkommen betrug 17.446 USD. 13,2 Prozent der Familien und 16,2 Prozent der Bevölkerung lebten unterhalb der Armutsgrenze.

## Orte im Calhoun County
Im Calhoun County liegen zwei Gemeinden, die beide den Status einer Town besitzen.
Towns
- Cameron
- St. Matthews

Unincorporated Communities
- Lone Star
- Sandy Run